# Tanna (rovarnem)
A Tanna a rovarok (Insecta) osztályának félfedelesszárnyúak (Hemiptera) rendjébe, ezen belül az énekeskabóca-félék (Cicadidae) családjába tartozó nem.

## Tudnivalók
A Tanna-fajok Délkelet- és Kelet-Ázsia kabócái közé tartoznak. 2010-ben, Lee és Hill ezt a rovarnemet belehelyezték a Leptopsaltriina nevű alnemzetségbe, mely magába foglal más gumós potrohú kabócanemet is; ilyenek: a Leptopsaltria, a Maua, a Nabalua és a Purana.

## Rendszerezés
A nembe az alábbi 9 faj tartozik (meglehet, hogy a lista hiányos):
- Tanna auripennis Kato, 1930
- Tanna infuscata Lee & Hayashi, 2004
- higurasi (Tanna japonensis) Distant, 1892
- Tanna karenkonis Kato, 1939
- Tanna ornatipennis
- Tanna sayurie Kato, 1926
- Tanna sozanensis
- Tanna taipinensis
- Tanna viridis

## Fordítás
- Ez a szócikk részben vagy egészben  a   Tanna (genus) című angol Wikipédia-szócikk ezen változatának fordításán alapul.  Az eredeti cikk szerkesztőit annak laptörténete sorolja fel. Ez a jelzés csupán a megfogalmazás eredetét és a szerzői jogokat jelzi, nem szolgál a cikkben szereplő információk forrásmegjelöléseként.